# Tischtennisschläger

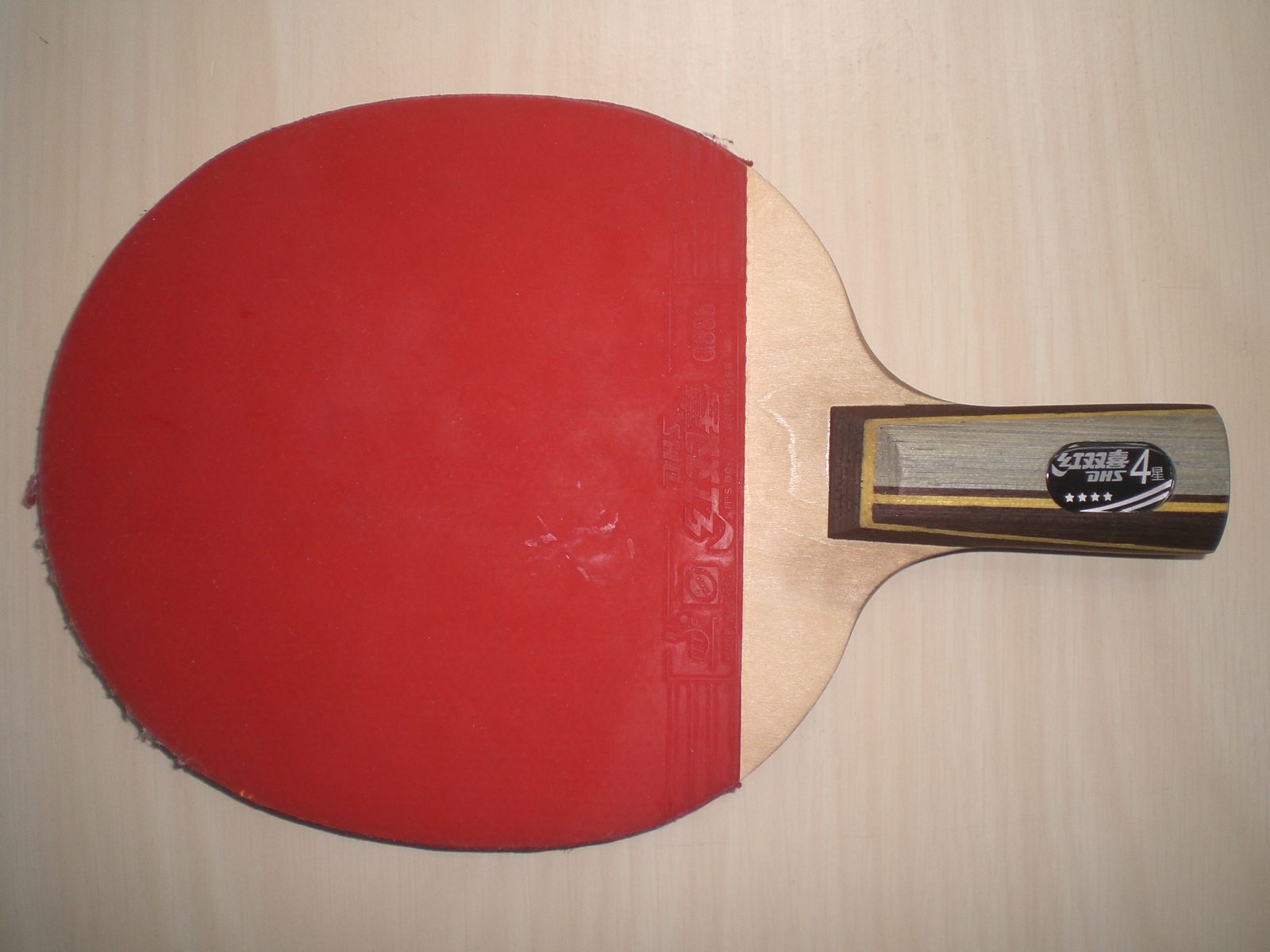
Ein Tischtennisschläger (chinesischer Penholder)

Der Tischtennisschläger ist das Spielgerät zum Betreiben des Tischtennissports. Seine wesentlichen Komponenten sind Griff, Belag und das Holz des Blattes. Für einen Spieler ist die richtige Wahl des Schlägers von großer Bedeutung, weil damit die eigene Spielweise wirkungsvoll unterstützt werden kann.
Bei offiziellen Wettkämpfen darf nur ein Schläger benutzt werden, der den Regeln entspricht und dessen Beläge vom Tischtennis-Weltverband ITTF zugelassen sind. Hierfür gibt es eine Liste „zugelassener Beläge“, welche immer wieder aktualisiert wird.

## Griff

TT-Schlägergriffe

Der Schlägergriff kann verschiedene Formen haben. Im Wesentlichen sind dies:
- gerade
Mit dem geraden Schlägergriff kann der Spieler während des Spiels am leichtesten variieren. Defensivspieler verwenden gerne schlanke, gerade Griffe, weil sich der Schläger dann in der Hand besser drehen lässt (um Vorhand- und Rückhandseite zu tauschen).
- konkav
- anatomisch
- konisch
Konkave, anatomische oder konische Griffe lassen sich am Griffende leichter fixieren und somit ermüdungsfreier halten. Offensivspieler verwenden daher gern diese Griffformen.

Unlackierte Griffe haben sich bei Wettkampfschlägern durchgesetzt, weil diese den Handschweiß besser aufnehmen und in der Hand weniger rutschen. Es gilt aber: Den für sich passenden Griff findet der Spieler nur durch Ausprobieren. Jede Hand und jede Spieltechnik ist individuell. Viele Spieler verleihen ihrem Schläger mit Feile und Sandpapier den letzten Schliff.

## Belag

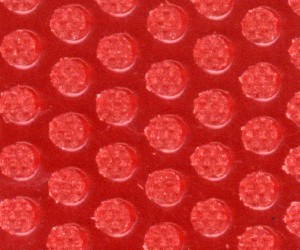
Schlägerbelag mit Noppen außen (oder auch Unterseite der Decklage eines Noppen-innen-Belages)

Der Schlägerbelag hat den größten Einfluss darauf, mit welcher Geschwindigkeit und welcher Rotation (auch Spin oder Effet genannt) der Tischtennisball gespielt werden kann. Es dürfen auf den beiden Schlägerseiten unterschiedliche Beläge verwendet werden.
Eine Seite des Tischtennisschlägers, die zum Schlagen benutzt wird, muss mit einem Belag versehen sein. Eine nicht zum Schlagen benutzte Seite darf mit einem beliebigen Material (z. B. Kork) versehen werden oder unbelegt bleiben – muss aber heute auch leuchtend rot oder schwarz gefärbt werden. Von 1961 bis 1971 mussten die beiden Seiten des Schlägers – wenn sie mit einem Belag versehen waren – gleichfarbig sein (dunkelrot, dunkelblau, dunkelgrün, dunkelbraun, schwarz, nicht licht-reflektierend). Danach wurde diese Regelung gelockert und die Schläger durften auf beiden Seiten beliebige – allerdings nicht weiße – Farbe aufweisen. Als die Industrie immer neue Beläge mit unterschiedlichen Eigenschaften entwickelte (schnell, langsam, sehr griffig oder ganz glatt …) wurde die mögliche – wenn auch nicht mehr zwingend vorgeschriebene – Gleichfarbigkeit der Beläge zum Problem. Viele Spieler nutzten den Regelspielraum aus, indem sie auf beide Seiten gleichfarbige Beläge mit teilweise völlig unterschiedlichen Eigenschaften klebten. Beim Aufschlag (später auch beim Rückschlag während des Spieles) drehten sie den Schläger, so dass der Gegner nur schwer einschätzen konnte, mit welchem Belag geschlagen wurde. Dies führte durch Fehleinschätzung der Rotation des Balles zu scheinbar leichten Fehlern, was das Spiel nach Meinung der ITTF-Funktionäre unattraktiv machte. Der Chinese Huang Liang gehörte zu den Ersten, die diese Schlägerdrehung erfolgreich einsetzten.

“[Huang Liang] made everybody look ridiculous. I mean really ridiculous—he annihilated Surbek and Johansson under 10 and had Bengtsson 15-1 one game”

Einige Beläge (Antitopspin und Noppen ohne Schwamm) erzeugten beim Auftreffen des Balles auf den Schläger ein abweichendes Geräusch, so dass der Rückschläger anhand des Klangs erkennen konnte, mit welchem Belag der Schlag erfolgt war. Um die Wahrnehmung des abweichenden Geräusches zu verhindern, stampften manche Aufschläger (zum Beispiel Engelbert Hüging) deshalb in diesem Moment mit dem Fuß auf den Boden. Diese Entwicklung beendete der ITTF-Kongress während der Tischtennisweltmeisterschaft 1983 mit der Regel, dass ab 1. Januar 1984 bei allen internationalen Veranstaltungen jeder Spieler verschiedenfarbige Beläge benutzen musste, wobei die Farben selbst zunächst nicht vorgeschrieben waren. Gleichzeitig wurde auch das Fußstampfen verboten (seit dem 1. September 1991 wieder erlaubt). Um schlecht unterscheidbare Farbkombinationen wie „Dunkelweinrot/Schwarz“ oder „Orange/Rot“ zu vermeiden, wurde die Regel 1984 dahingehend geändert, dass die Farben der Beläge nunmehr keine gemeinsamen Komponenten haben durften (wegen Orange/Rot oder Dunkelbraun/Schwarz). Um allen Auslegungsstreitigkeiten ein Ende zu bereiten (so war z. B. „orange/grün“ nun eine verbotene Farbkombination wegen der gemeinsamen Farbkomponente „gelb“), wurde die Regel dann 1985 neu gefasst, so dass ab dem 1. Juli 1986 bei internationalen Veranstaltungen nur noch leuchtendes Rot und Schwarz als Belagfarben erlaubt waren. Im nationalen Bereich des DTTB ist diese Farbkombination seit dem 1. Juli 1988 vorgeschrieben. Während der WM 2019 in Budapest beschloss das AGM (Annual General Meeting), dass nach den Olympischen Spielen 2020 auch andere Farben erlaubt werden: Auf einer Schlägerseite muss der Belag schwarz sein, die andere Seite darf mit einem blauen, grünen, pink, violetten oder wie bisher mit einem roten Belag versehen werden. Diese Regelung trat am 1. Oktober 2021 in Kraft.
In den 1950er Jahren belegten viele Spieler den Schläger nur mit einem – manchmal 2 cm dicken – Schaumstoffgummi. Neben den enormen Tempo- und Spinmöglichkeiten, die diese Beläge boten, störte unter anderem auch die Tatsache, dass man den Schlag nicht mehr hören konnte. Dies führt im schnellen Spiel am Tisch tatsächlich zu Koordinationsproblemen. Daraufhin wurden diese Beläge am 4. April 1959 in Dortmund vom ITTF verboten. Die maximale Belagdicke wurde auf 4 mm festgelegt. Die Spieler klebten nun auf die Schaumstoffschicht einen Noppengummi – wahlweise mit Noppen nach innen oder außen. Die maximale Dicke des Noppengummis beträgt 2 mm – normalerweise ist die Schicht bei Belägen mit Noppen innen aber nur ca. 1,6–1,7 mm dick, so dass für die Schwammunterlage 2,3–2,4 mm übrig bleiben. Im Fachjargon wird das „mm“ bei der Belagdicke meistens weggelassen, so dass ein „1,5er“ Belag bedeutet, der Belag hat 1,5 mm Schwammunterlage.
Die Schlägerbeläge kann man in zwei Gruppen einteilen: Noppen außen oder Noppen innen. Bei beiden Varianten muss der Belag zwischen 10 und 30 Noppen pro Quadratzentimeter haben.

### Noppen außen
Bei Noppen-außen-Belägen muss man grundsätzlich unterscheiden zwischen
- „kurzen“ Noppen (Noppenlänge kleiner als ca. 0,9 mm)
- „langen“ Noppen (Noppenlänge von ca. 1,3 mm bis ca. 1,8 mm. Haben die Noppen eine Länge von ca. 0,9 mm bis 1,3 mm, so spricht man auch von mittellangen oder halblangen Noppen.)

#### Kurze Noppen außen
Bei Belägen mit kurzen Noppen kommen bei der Konstruktion weitere Merkmale hinzu, die sich nicht direkt aus dem Namen ableiten lassen.

Kurze Noppen

- Der Belag wird aus festem, hartem Kautschuk-Material gefertigt.
- Die Trägerschicht (nicht der Schwamm) unter den Noppen wird dick ausgelegt.
- Die Noppen erhalten an der Basis einen großen Konus, sind also dort nicht zylindrisch.
- Als Schwammunterlage wird ein fester Schwamm verwendet.

Die Kombination dieser Fertigungsmerkmale sorgt dafür, dass der Belag im Vergleich zum Backsidebelag
- weniger Spin erzeugt (wegen der geringeren Griffigkeit der Oberfläche)
- gegen gegnerischen Spin weniger empfindlich ist (s. o.), d. h. weniger Spinumkehr und Flugbahnbeeinflussung durch den Drall des Balles
- bei harten Schüssen hohes Tempo erzeugt, ohne massiv vom Drall des Balles beeinflusst zu werden (wegen Verspannung der Trägerschicht und großem Druck auf die Schwammunterlage)
- die Ballkontaktzeit deutlich verkürzt.

Diese Belagvariante ist das geeignete Material für Spieler, die durch schnelles Konterspiel unter weitgehendem Verzicht auf Topspins die erste Chance zum entscheidenden Schuss suchen. Die Spieler der klassischen chinesischen TT-Schule [u. a. Chuang Tse-Tung (TT-Weltmeister 1961, 1963 und 1965) und Li-Fu-Yung – Anfang bis Mitte der 1960er-Jahre] benutzten dieses Material, aber z. B. auch der Tscheche Milan Orlowski (der mit einem solchen Belag auf der Rückhandseite 1974 Europameister wurde). Im Offensiv-Spiel erhält der Ball wegen des fehlenden Spins bei gleicher Geschwindigkeit eine längere Flugbahn als ein Topspin (durch den Magnus-Effekt), dadurch kann der Ball – eben wegen der geringeren Flugbahnkrümmung – in vielen Fällen nicht auf die (rein physikalisch mögliche) maximale Geschwindigkeit beschleunigt werden, weil er sonst die gegnerische Tischhälfte nicht mehr treffen würde. Obwohl Spieler in der Lage sind, auch mit diesen Belägen Spin zu erzeugen, ist das Ergebnis bei weitem nicht mit der Rotation zu vergleichen, die mit einem Noppen-innen-Belag erzeugt werden kann.

#### Lange Noppen außen
Beläge mit langen Noppen werden nach anderen Maßgaben gefertigt, als die kurzen Noppen:

Schemazeichnung eines TT-Belages mit langen Noppen (alte Regel)

Schemazeichnung eines TT-Belages mit langen Noppen (neue Regel)

- der Belag wird aus weichem, nachgiebigem Kautschuk-Material gefertigt
- die Trägerschicht (nicht der Schwamm) unter den Noppen wird dünn ausgelegt
- die Noppen erhalten an der Basis fast keinen Konus, sind nahezu zylindrisch.
- als Schwammunterlage wird ein dünner, weicher Schwamm verwendet.
- die meisten langen Noppen gibt es auch in einer schwammlosen Version (orthodox oder kurz ox)

Die Kombination dieser Fertigungsmerkmale sorgt dafür, dass die Noppen folgende Eigenschaften besitzen:
- variable Griffigkeit (wegen verschiebbarer Ballkontaktfläche durch die geringe Stabilität der Noppen oder auch Riffelung der Noppenoberfläche)
- relativ unempfindlich gegenüber gegnerischen Spin (s. o.)
- durch eine Richtlinie des ITTF vom Mai 1998, die ab der Saison 1999/2000 die Obergrenze von 1,1 des Verhältnisses Noppenlänge/Noppenbreite vorschreibt (vorher betrug das maximale Verhältnis 1,3),[5] knicken Noppen beim Ballkontakt nicht mehr so leicht um und haben dadurch an sogenanntem Störeffekt verloren. Allerdings gibt es heute (Oktober 2008) bereits wieder erste Versuche verschiedener Hersteller, durch neuartige Kautschukmaterialien einen dem Knicken der Noppen gleichwertigen Effekt zu erzielen. Ob dies – angesichts der mittlerweile recht engen Vorschriften für die Mindestgriffigkeit – gelingen wird, muss abgewartet werden.

Vor allem die variable Griffigkeit, die für schwer berechenbaren Schnitt sorgt, macht den Ball für manche Spieler aus unteren Klassen schwer einschätzbar. Höherklassige Angriffsspieler dagegen nutzen die geringen Offensiv- und Tempomöglichkeiten der langen Noppen für ihr Spiel aus.
Die konkrete Ausprägung der Eigenschaften hinsichtlich Spin und Elastizität hängt nicht nur von der Form, sondern auch stark von der Kautschukmischung und der Art der Herstellung – insbesondere der Oberflächenbehandlung (s. u.) – ab und kann von Produkt zu Produkt variieren.
Grundsätzlich gibt es zwei Arten von langen Noppen:
- glatte lange Noppen. Bei dieser Noppenart wurde die Oberfläche nachbehandelt und die Griffigkeit stark reduziert. Die Noppenköpfe sind sehr glatt und können beim Schupfball fast reibungslos unter dem Ball durchgezogen werden. Dadurch entsteht beim Schupf- und Blockball mit den glatten langen Noppen durch die Richtungsänderung eine theoretische Schnittumkehr (Schnittweiterleitung), obwohl der Drall nicht verändert wird, z. B. wird aus gegnerischem Überschnitt durch die Noppen Unterschnitt und umgekehrt, während bei der langen Schnittabwehr durch die griffigen Noppenhälse der von Langnoppen gewohnte Unterschnitt entsteht. Für reine Blockspieler gibt es auch Versionen mit glatten Noppenhälsen, die beim Block den Topspin vollständig als Unterschnitt zurückgeben. Ab dem 1. Juli 2008 sind Noppen, die eine Mindestgriffigkeit unterschreiten, nicht mehr erlaubt.
- griffige lange Noppen. Diese Noppenart wird meist von Abwehrspielern verwendet. In der tischfernen Abwehr kann der Unterschnitt relativ unabhängig vom gegnerischen Topspin variiert werden (im Gegensatz zu glatten langen Noppen). Beim Blocken an der Platte wird der Ball in der Regel – anders als bei den glatten langen Noppen – mit leichtem Vorwärtsdrall zurückgespielt. Daher gab es auch (von Yasaka) Langnoppenbeläge für offensives Konterspiel.

In Deutschland machte Engelbert Hüging diese Art von Belägen populär, als er 1978 mit einem Kombi-Schläger (Noppen innen / lange Noppen) in Lübeck Deutscher Meister wurde. Erstmals in der Bundesliga verwendet wurden lange Noppen ab 1975 von Georg Nicklas (Saarbrücken). In der Top 100 gibt es heute nur noch sehr wenige Spieler (z. B. Chen Weixing und Joo Se-hyuk), die mit langen Noppen spielen, da durch die Zweifarbenregel die zu erwartende Drehung des Balles schon vor dem Schlag berechenbar ist und der Angriffsspieler ohne Probleme mit harten Schmetterbällen antworten kann. Der Erfolg der obengenannten Spieler beruht auf einem Angriffsspiel mit taktisch eingesetzten Unterschnittbällen zur Verwirrung des Gegners.
Die Idee der Beläge mit glatten langen Noppen entstand Ende der 80er, Anfang der 1990er-Jahre. Ähnlich dem Frischkleben, was sich allerdings auf den Schwamm beschränkt, wurden hier durch Veränderung der Kautschuk-Oberfläche (Behandlung mit Haarspray, Sprühlack, Lösungsmitteln, UV-Licht, Mikrowelle, Hitze (Backofen, Bügeleisen)) die der Belagsart entsprechenden Spieleigenschaften massiv verändert (anti-belagsähnlich, aber mit variablerem Schnitt). Auch mehr oder weniger industriell gefertigt gab es diesen Belag zu kaufen, nämlich von Toni Hold, der TSP-Beläge nachbearbeitete, die sich zu einem wahren Verkaufsrenner entwickelten. Genau hier setzte die (nachvollziehbare) Argumentation der ITTF an, um diese Beläge zu verbieten. Nämlich, dass zwei namensgleiche Beläge völlig unterschiedliche Eigenschaften hatten. Die Industrie reagierte mit Namensänderung, um die Nachbehandlung legal zu machen. Daraufhin wurde 2008 eine geforderte, allerdings praktisch kaum zu prüfende Mindestgriffigkeit für Langnoppenbeläge vorgeschrieben, die das zumindest offizielle Ende der glatten langen Noppen bedeutete.

#### Noppengummi (klassisch)

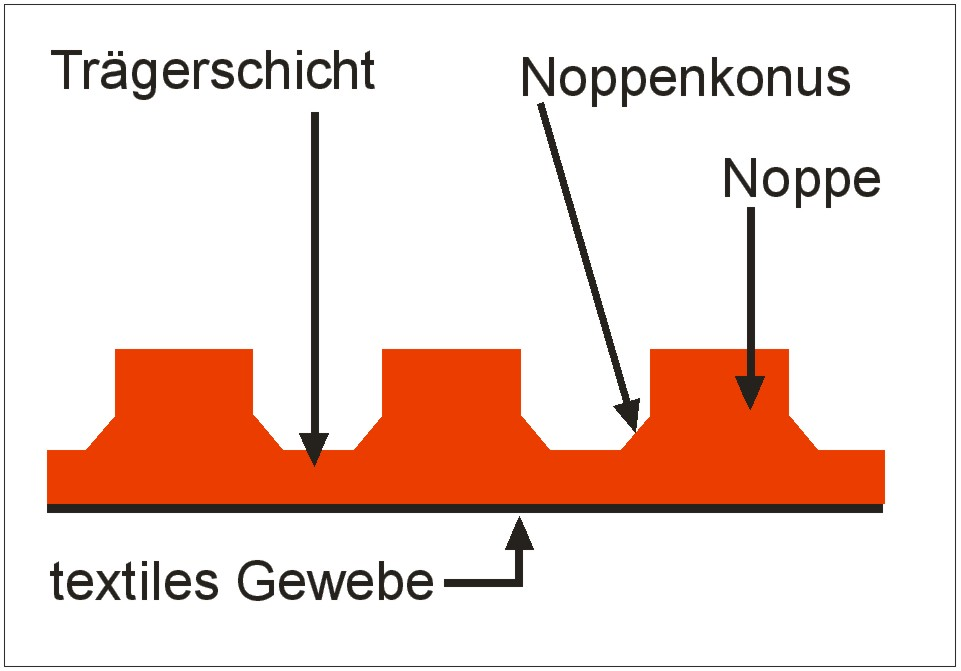
Noppengummi

Noppengummi war der erste Belag überhaupt. Angeblich soll der Brite John Goode 1902 auf dem Weg zu einem Tischtennisturnier im Supermarkt die Noppenauflage der Bezahltheke gekauft, auf den Schläger geklebt und das Turnier gewonnen haben. Bis zur Entwicklung der Sandwichbeläge war dies das einzige Material, mit dem Tischtennis gespielt wurde. Auch der gebürtige Ungar, spätere Engländer und Rekordweltmeister Victor Barna spielte mit einem solchen Belag. Später wurde dann ein Schläger unter seinem Namen verkauft, so dass Barna geradezu ein Synonym für Noppengummi bzw. Noppengummi-Schläger wurde, da es lange Zeit ohne Konkurrenz war. [Auch das Barna-Schlägerholz (ein Dreifach-Furnier aus Buche + Esche, das durch seine etwas kopflastige Gewichtsverteilung besonders für das Spiel mit Noppengummi geeignet war) ist unter älteren Spielern noch heute eine Legende]. Noppengummi entspricht in seiner Machart Noppen außen ohne Schwammunterlage (nur Textilfasern zur Stabilisierung).
Das Noppengummi beherrschte bis zur Erfindung der Backsidebeläge 1952 in Japan die Tischtennisszene. Weil durch die fehlenden Variationsmöglichkeiten, der Drall begrenzt und leicht berechenbar war, wurden ab dann Noppengummis international nur noch als Kombibelag verwendet. Der letzte erfolgreiche Spieler mit dieser Art von Belag war Eberhard Schöler mit dem Vizeweltmeistertitel 1969, der ein Noppengummi auf der Rückhandseite und einen Noppen-innen-Belag auf der Vorhandseite einsetzte. Dennoch gibt es noch heute in den unteren und mittleren Klassen noch erfolgreiche sog. „Brettchen-Spieler“, deren Erfolg auf der Seltenheit ihres Materials beruht. Die internationale Zulassung für offizielle Turniere für den Barna-Belag – das meistverkaufte Noppengummi – endete – nach einer Übergangsfrist – am 30. Juni 1998, weil sich der Hersteller Dunlop-Sport aus dem Tischtennisgeschäft zurückgezogen und keine neue ITTF-Belagzulassung beantragt hatte.
Auch heute noch finden vor allem in den USA und Deutschland sogenannte „Brettchen-Turniere“ (engl.: hardbat) statt, bei denen nur Schläger mit Noppengummi erlaubt sind.

### Noppen innen (Backside)

Noppen innen

### Anti-Topspin-Beläge

Anti-Topspin-Belag

## Schlägerholz

Tischtennis-Schlägerholz

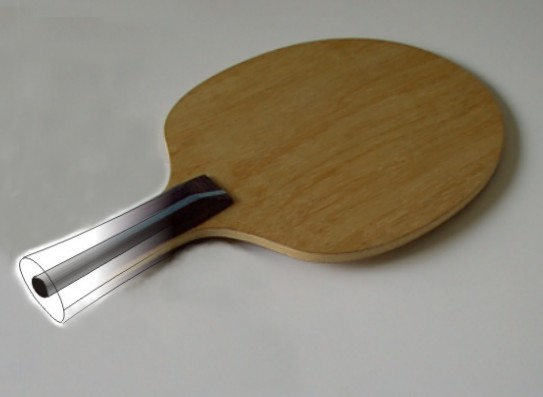
TT-Schläger mit eingesetztem Carbonrohr zur Schwingungsdämpfung

## Historisches

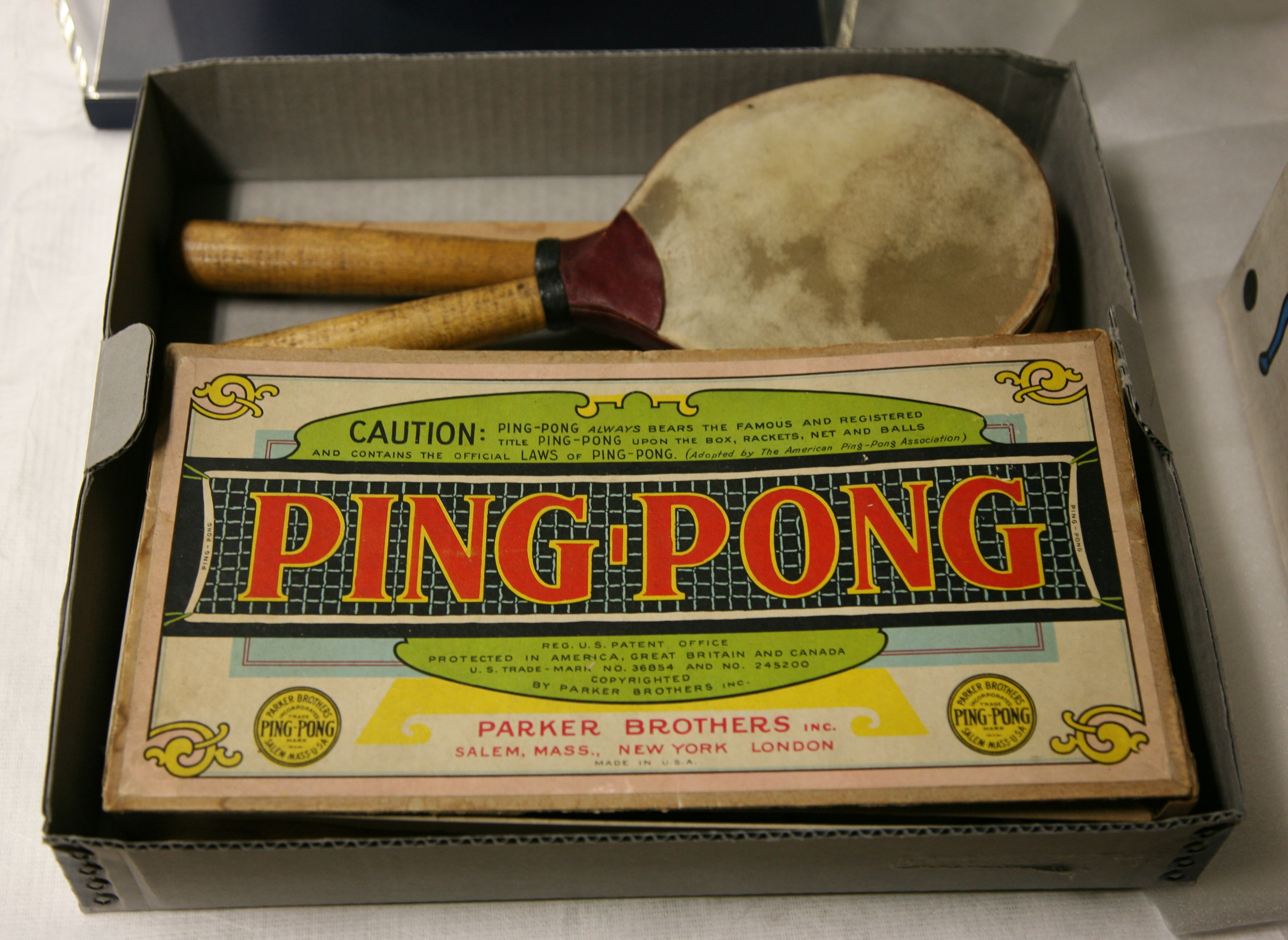
Spielset aus den Anfangsjahren